# Тёплое течение (фильм, 1939)
«Тёплое течение» (яп. 暖流 данрю англ. Warm Current) — японский чёрно-белый фильм-драма с элементами мелодрамы, поставленный по роману Кунио Кисиды режиссёром Кодзабуро Ёсимурой в 1939 году. Фильм состоит из двух частей. Названия частей: «Тёплое течение. Часть первая — Кэйко» (яп. 暖流　前篇　啓子の巻, данрю дзэмпэн кэйко но маки; «Тёплое течение. Часть вторая — Гин» (яп. 暖流　後篇　ぎんの巻, данрю кохэн гин но маки). 

## Сюжет
В клинике Сима не всё в порядке, потому что её глава Ясухидэ Сима слишком болен, чтобы надлежащим образом управлять делами, а его Сын Ясухико предпочитает красивую жизнь. Именно поэтому Ясухидэ привлекает к управлению клиникой блестящего молодого человека Юдзо Хибики, который в прошлом был его подопечным. Хибики приходит на помощь из-за традиционного чувства долга перед человеком, на которого он когда-то работал. Но, для того, чтобы работать соответствующим образом, Хибики должен сначала разобраться с персоналом из-за борьбы фракций внутри больницы. Старые врачи принимают Юдзо Хибики настороженно, с недоверием, ведь он для них выскочка, появившийся неизвестно откуда и вдруг начал реформу. У Хибики появляется в помощниках медсестра Гин, которая по сути влюблена в него. Она становится его сообщником и сообщает ему обо всём. Однако, Юдзо даже не замечает её чувств. Сам он влюблён в дочь своего наставника Кэйко Симу.
Юдзо действительно удаётся спасти клинику от разорения путём реструктуризации, что частично включает в себя и увольнения. Как Ясухико, так и один из врачей Сасадзима, плетут интриги против Юдзо Хибики. Сасадзима, в свою очередь, помолвлен с Кэйко. Не зная об этой помолвке, Юдзо делает предложение Кэйко, на что она ему отвечает отказом, хотя на самом деле и влюблена в него, но прагматичной светской львице нужен более состоятельный супруг. При этом Кэйко предлагает ему взять в жёны её подругу детства… Гин. Юдзо Хибики предлагает Гин стать его женой.

## Премьеры
- — национальная премьера фильма (1 и 2 частей) состоялась 1 декабря 1939 года[2].
- — с 14 августа 1942 года фильм демонстрировался в оккупированном Японией Китае[2].
- — в 1948 году фильм вышел в повторный прокат в Японии[2].

## В ролях
Фильм «Тёплое течение» был пятой работой Ёсимура. Сценарий Тадао Икэда прекрасно передавал содержание печатавшегося в газете серьёзного романа Кунио Кисида, по которому ставился фильм. Ёсимура продемонстрировал в нём высокое мастерство, заимствованное им у учителя Ясудзиро Симадзу. Он оживил фильм, включив в него прекрасные современные бытовые сцены, и тем самым вдохнул в картину атмосферу бодрости и задора, присущую молодому поколению. Это повесть о любви. Место действия — больница, но она является лишь фоном, как это часто было в фильмах, выпускавшихся студией Офуна. Тонко и верно передана любовь современной девушки. Актриса Мицуко Мито, исполняющая роль медицинской сестры Гин, соперничающей с дочерью директора больницы Кэйко, показала большое мастерство. Без нажима, правдиво она сыграла дерзкую и в то же время трогательную сцену, в которой девушка, не задумываясь, отдаётся любимому человеку. В трёхчасовом фильме Ёсимура не удалось создать достаточное количество напряжённых моментов, на которых бы акцентировалось внимание зрителей. В этом сказалась неопытность режиссёра. Но этот недостаток компенсируется тем, что весь фильм полон бьющей через край молодости и энергии, присущих самому Ёсимура. А исполнитель главной роли Син Сабури создал удивительно живой образ героя, что не часто встречается в японском кино.
- Син Сабури — Юдзо Хибики
- Миэко Такаминэ — Кэйко Сима
- Мицуко Мито — Гин Исиватари
- Син Токудаидзи — доктор Сасадзима
- Тацуо Сайто — Ясухико Сима, старший брат Кэйко
- Хидэо Фудзино — Ясухидэ Сима, отец Кэйко и Ясухико
- Фумико Кацураги — Такико Сима, мать Кэйко и Ясухико
- Масами Морикава — жена Ясухико
- Фусако Маки — Хидэко Цуцуми, медсестра, любовница Сасадзимы
- Фумико Окамура — Ёнэ Хибики, мать Юдзо
- Синъити Химори — Итода, менеджер больницы
- Масако Кодзакура — Кадзивара, подруга Кэйко
- Рётаро Мидзусима — Сюнроку Хибики, отец Юдзо
- Такэси Сакамото — Сагара, коммерсант из Осаки

## Награды и номинации
- Премия журнала «Кинэма Дзюмпо» (1940)

- Фильм выдвигался на премию «Кинэма Дзюмпо» в номинации за лучший фильм 1939 года, по результатам голосования занял 7-е место.

## Другие экранизации этого романа
- Тёплое течение (Япония, 1957, режиссёр Ясудзо Масумура, в ролях: Дзюн Нэгами (Юдзо), Сатико Хидари (Гин), Хитоми Нодзоэ (Кэйко).
- Тёплое течение (Япония, 1966, режиссёр Ёситаро Номура, в ролях: Микидзиро Хира (Юдзо), Тиэко Байсё (Гин), Сима Ивасита (Кэйко).